# Live at the Fireside Bowl
Live at the Fireside Bowl è un EP dal vivo del gruppo hardcore punk statunitense Anti-Flag, pubblicato il 1º luglio 2003 da Liberation Records.

## Tracce
1. Their System Doesn't Work for You – 3:21
2. Punk by the Book – 2:34
3. They Don't Protect You – 4:17
4. I Don't Wanna Be a War Hero – 1:38

## Formazione
- Justin Sane – voce e chitarra
- Chris Head – chitarra e voce
- Chris #2 – basso e voce
- Pat Thetic – batteria